# Gratton (Virginie)
 (mars 2025).
Pour les articles homonymes, voir Gratton.
Gratton est une census-designated place située dans le comté de Tazewell, dans l’État de Virginie, aux États-Unis. Lors du recensement de 2020, elle comptait 865 habitants.